# フォーミュラ・マツダ

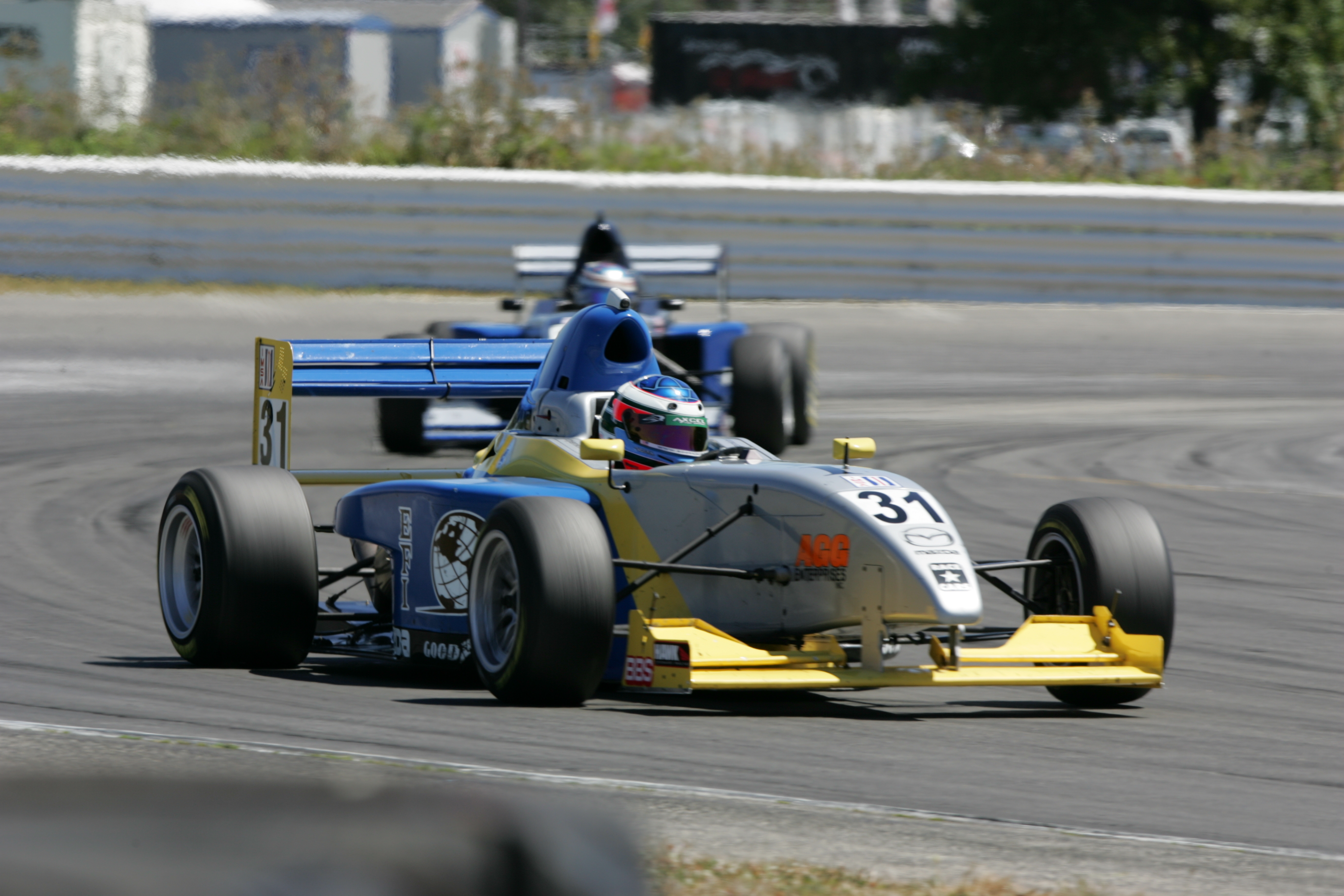
フォーミュラ・マツダ・プロ

フォーミュラ・マツダ（Formula Mazda）は、米国のオープンホイールカーの1カテゴリー。ジュニア・フォーミュラの1つである。スポーツカークラブ・オブ・アメリカ（SCCA）に認可されていた。
オリジナルのチューブフレームのフォーミュラ・マツダは、1998年から2019年まで、SCCAで独自のクラスを持っていた。
その後始まったプロ・マツダ選手権では、カーボンファイバー構造の全く新しい車を使用して、2017年までこの車両を使用し、インディカー・シリーズのロード・トゥ・インディの一部である、インディ・プロ2000選手権になった。

## フォーミュラ・マツダ (オリジナル)

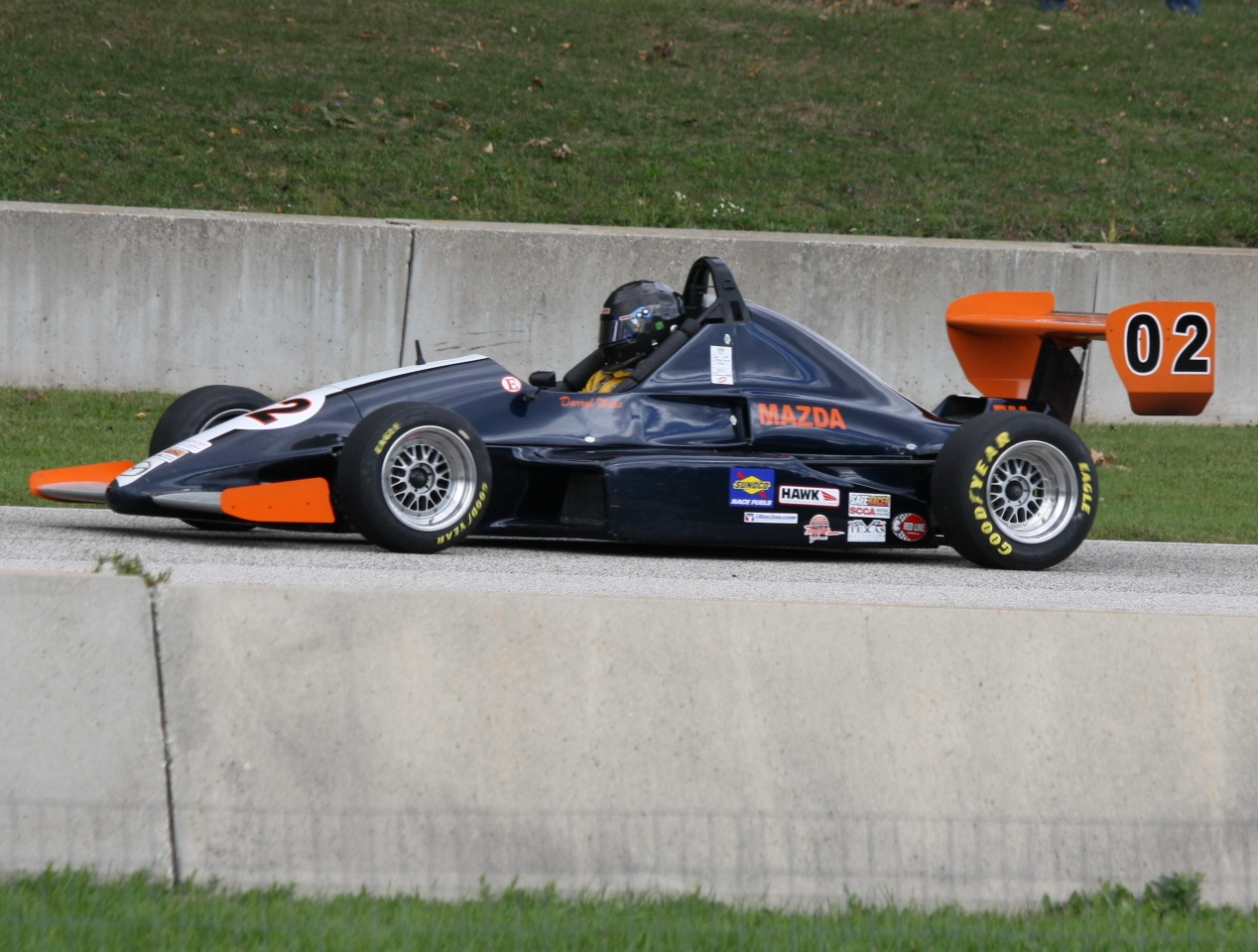
2010年のSCCA ナショナル チャンピオンシップ ランオフ優勝車

1983年、マツダのロータリーエンジンを搭載したフォーミュラ・フォードのレースカーが、日本のハヤシレーシングで製造されたFJ411Jが、ジム・ラッセル・レーシング・スクールで使用するために米国に輸入された。
その後カリフォルニア州バーナーエンジニアリングのマーク・バーナーが25台の車を製作し、1984年のロングビーチグランプリで始まったワンメイクシリーズ、マツダ・プロシリーズを走らせた。マシンは、鋼管フレームシャーシが採用され、180馬力のキャブレター付きマツダロータリーエンジンは、ヒューランド製5速Hパターンミッションを介して駆動する。コストを抑えるため、ルールでは許可されない限り改造は許可されないと定められており、かつては車のミラーの交換さえ禁止されていた。エンジンは改造できず、不正行為が容易に発見できるよう封印されている。

## フォーミュラ・マツダ・プロ

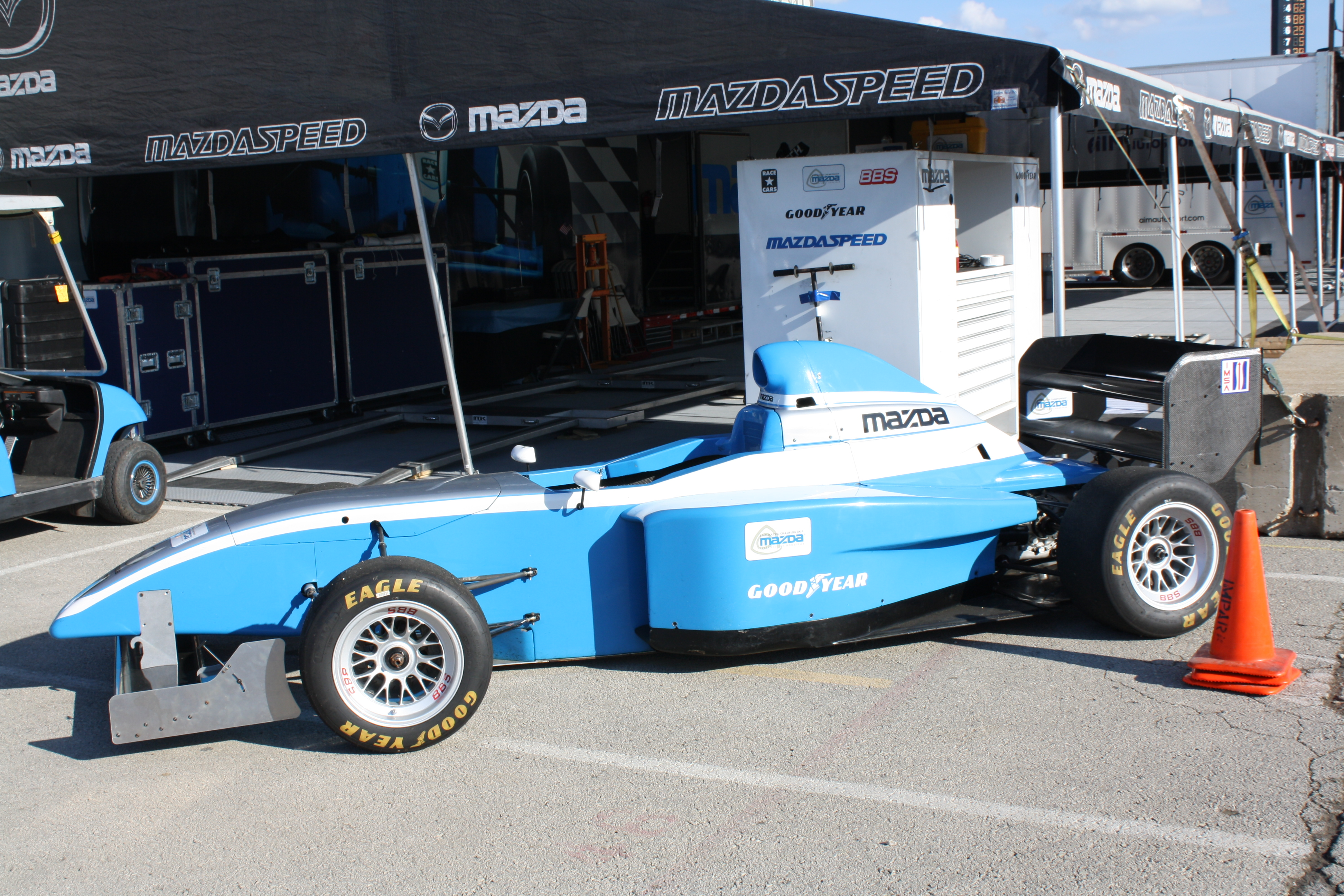
2009年、フォーミュラ・マツダ・プロ

2004年、スター・マツダ選手権に全く新しい車が導入された。エランモータースポーツテクノロジーズ製のカーボンファイバーシャーシ、6速シーケンシャルギアボックス、マツダ・RX-8に搭載される、250馬力の新型ロータリーエンジン、13B-MSP Renesisエンジンを採用。ECUはトラクションコントロールも提供し、ドライバーは車内からこれをオフにできる。新型オーリンズ製ダンパーを採用する。
2018年、選手権では新シャーシとなるタトゥース・PM-18に変更された。

## その後
2020年、SCCAのフォーミュラ・マツダクラスが廃止され、代わりにフォーミュラXが導入された。フォーミュラXは、フォーミュラ4やフォーミュラ・コンチネンタルに出場できない、古いUSF2000マシンなどの車も参加できる。